# 黃文琳
黃文琳，字潤玉，福建興化府莆田縣人，明朝政治人物。進士出身。

## 生平
早年出身國子生，成化四年（1478年），登戊子科福建鄉試第一名（解元）。成化十四年（1478年）戊戌科會試第六十六名，殿試登進士第二甲第八十二名。

## 家族
曾祖黃以正。祖父黃廷觀。父黃孟陽。